# Limnephilus lithus
Limnephilus lithus är en nattsländeart som först beskrevs av Milne 1935.  Limnephilus lithus ingår i släktet Limnephilus och familjen husmasknattsländor. Inga underarter finns listade i Catalogue of Life.